# Bounty (chocoladereep)

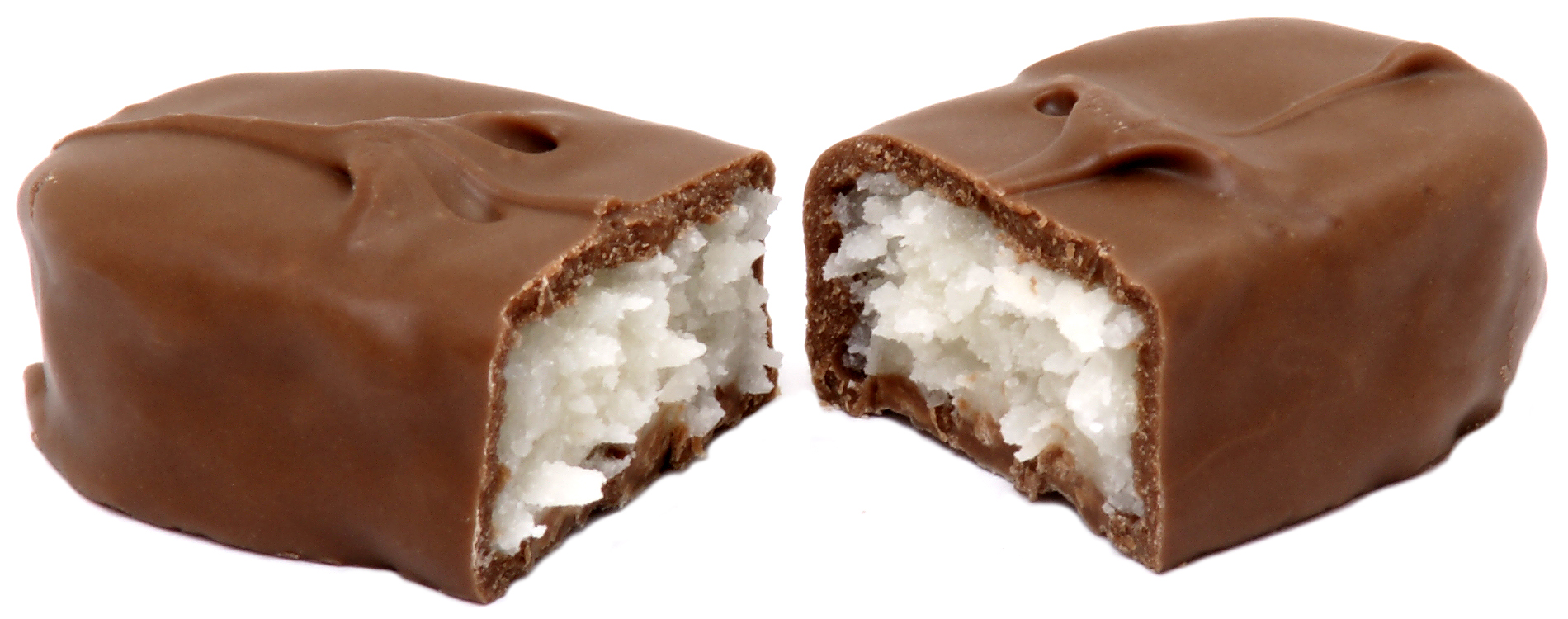
Bountyreep doormidden gesneden

De Bounty (1951) is een chocoladereep met kokosvulling. Deze wordt verkocht in Europa, Canada, de Verenigde Staten, het Midden-Oosten en Oceanië. De reep wordt geproduceerd door Mars Incorporated. De reep is zowel verkrijgbaar in pure als in melkchocolade.
In het verleden was deze reep groter en per één verpakt, zoals een marsreep. Later en tot heden is de reep verpakt per twee (kleinere / ingekorte) exemplaren. De slogan van Bounty is 'Een stukje paradijs op aarde'.
In de reclamefilmpjes van Bounty zijn vaak paradijselijke stranden, watervallen en andere tropische taferelen te zien.

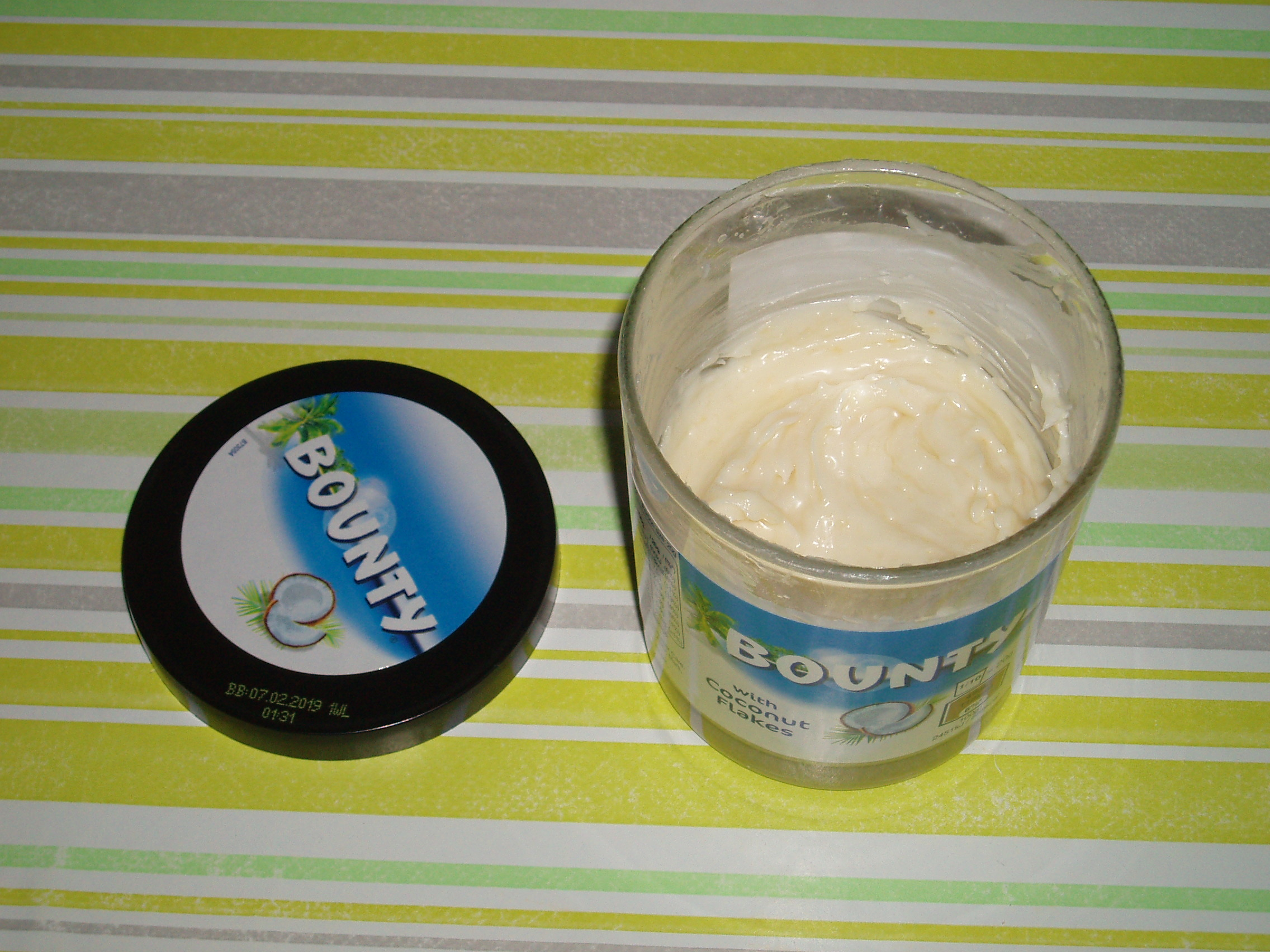
Bounty smeerpasta

Bounty is een van de chocoladerepen in Celebrations. Sinds 2015 is Bounty ook verkrijgbaar in de vorm van smeerpasta.

## Merkrecht
Op 8 juli 2009 besliste de rechter van het Europees Hof van Justitie dat de vorm van de bountyrepen, met afgeronde hoeken en de uitsteeksels aan de bovenkant, niet bijzonder genoeg is om als Europees merk geregistreerd te kunnen worden. Dit werd beslist in een zaak die Mars Incorporated aangespannen had tegen concurrent Ludwig Schokolade.

## Gebruik als scheldwoord
Het woord bounty wordt ook gebruikt als scheldwoord voor zwarten die zich te blank zouden gedragen (donker van buiten, wit van binnen). Sinds 1999 staat deze betekenis in de Grote Van Dale.